# Vakokrt písečný
Vakokrt písečný (Notoryctes typhlops) je australský vačnatec z čeledi vakokrtovitých. Lze jej snadno poznat podle tvaru těla podobného krtkovi, podle zlatožluté barvy a chybějících očí a ušních boltců. V tom se nápadně podobá jihoafrickému zlatokrtovi.

## Výskyt
Vakokrt žije v pouštních a stepních oblastech centrální a západní Austrálie, kde dává přednost písčitým oblastem.

## Základní data
Délka vakokrta písečného je 12 až 18 cm. Jeho hmotnost je 40 až 70 g. Délka ocasu: 2 – 2,5 cm.

## Zajímavosti
Ačkoliv vakokrt písečný zaujímá místo pravých krtků, v mnohých ohledech se od nich liší. Nehrabe celou přední končetinou, nýbrž pouze dvěma rozšířenými drápy. Také nehloubí stálé nory, nýbrž jakoby pluje pískem: ten se za ním hned bortí. Zahrabává se do půdy do hloubky 2,5 metrů. Živí se houbami, půdním hmyzem a plazy.
Jeho způsob života je jen málo prozkoumán a o jeho rozmnožování se neví téměř nic. Vak samice, ve kterém nosí 1–2 mláďata, má otvor vzadu; to omezuje možnost jeho znečištění pískem při hrabání. [zdroj?]